# Ионные каналы

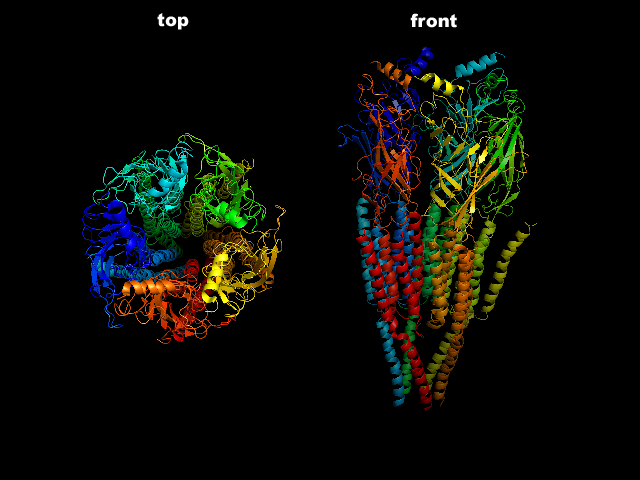
Трёхмерная структура ацетилхолинового рецептора, функционирующего как неселективый ионный канал.

Ио́нные кана́лы — порообразующие белки (одиночные либо целые комплексы), поддерживающие разность потенциалов, которая существует между внешней и внутренней сторонами клеточной мембраны всех живых клеток. Относятся к транспортным белкам. С их помощью ионы перемещаются согласно их электрохимическим градиентам сквозь мембрану. Такие комплексы представляют собой набор идентичных или гомологичных белков, плотно упакованных в липидном бислое мембраны вокруг водной поры. Каналы расположены в плазмалемме и некоторых внутренних мембранах клетки.
Через ионные каналы проходят ионы Na+ (натрия), K+ (калия), Cl− (хлора) и Ca2+ (кальция). Из-за открывания и закрывания ионных каналов меняется концентрация ионов по разные стороны мембраны и происходит сдвиг мембранного потенциала.
Канальные белки состоят из субъединиц, образующих структуру со сложной пространственной конфигурацией, в которой кроме поры обычно имеются молекулярные системы открытия, закрытия, избирательности, инактивации, рецепции и регуляции. Ионные каналы могут иметь несколько участков (сайтов) для связывания с управляющими веществами.

## Типы ионных каналов
Классификация ионных каналов проводится по различным параметрам и поэтому единой унифицированной классификации для них пока не существует.
Так, возможна классификация по структуре (строению) и происхождению от однотипных генов.
По этому принципу, например, выделяют три семейства лиганд-активируемых ионных каналов:
1. с пуриновыми рецепторами (АТФ-активируемые);
2. с никотиновыми АХ-рецепторами, ГАМК-, глицин- и серотонин-рецепторами;
3. с глутаматными рецепторами.

При этом в одно и то же семейство попадают ионные каналы с разной ионной селективностью, а также с рецепторами к разным лигандам. Но зато образующие эти каналы белки имеют большое сходство в строении и происхождении.
Ионные каналы также можно классифицировать по селективности в зависимости от проходящих через них ионов: натриевые, калиевые, кальциевые, хлорные, протонные (водородные).
Согласно функциональной классификации, ионные каналы группируются по способам управления их состоянием на следующие виды:
1. Неуправляемые (независимые).
2. Потенциал-управляемые (потенциал-чувствительные, потенциал-зависимые, voltage-gated).
3. Лиганд-управляемые (хемо-управляемые, хемочувствительные, хемозависимые, лиганд-зависимые, рецептор-активируемые).
4. Опосредованно-управляемые (вторично-управляемые, ион-активируемые, ион-зависимые, мессенджер-управляемые, управляемые метаботропными рецепторами).
5. Совместно-управляемые (NMDA-рецепторно-канальный комплекс). Они открываются одновременно как лигандами, так и определённым электрическим потенциалом мембраны. Можно сказать, что у них двойное управление. Пример: NMDA-рецепторно-канальный комплекс, имеющий сложную систему управления, включающую в себя 8 рецепторных участков-сайтов, с которыми могут связываться различные лиганды.
6. Стимул-управляемые (механочувствительные, механосенситивные, активируемые растяжением (stretch) липидного бислоя, протон-активируемые, температурно-чувствительные).
7. Актин-управляемые (актин-регулируемые, actin-regulated, actin-gated channels).
8. Коннексоны (двойные поры).

Наиболее часто встречаются два типа каналов: ионные каналы с лиганд-зависимыми воротами (находятся, в частности, в постсинаптической мембране нервно-мышечных соединений) и ионные каналы с потенциал-зависимыми воротами.
Лиганд-зависимые каналы превращают химические сигналы, приходящие к клетке, в электрические; они необходимы, в частности, для работы химических синапсов. Потенциал-зависимые каналы нужны для распространения потенциала действия.

## Работа ионных каналов

### Неуправляемые (независимые) ионные каналы
Эти каналы обычно находятся в открытом состоянии и постоянно пропускают через себя ионы за счёт диффузии по градиенту их концентрации и/или по электрическому градиенту зарядов по обе стороны мембраны. Некоторые неуправляемые каналы различают вещества и пропускают через себя по градиенту концентрации все молекулы меньше определённой величины, их называют «неселективные каналы» или «поры». Существуют также «селективные каналы», которые благодаря своему диаметру и строению внутренней поверхности переносят только определённые ионы. Примеры: калиевые каналы, участвующие в формировании мембранного потенциала покоя, хлоридные каналы, эпителиальные натриевые каналы, анионные каналы эритроцитов.

### Потенциал-зависимые ионные каналы
Эти каналы (кальциевые каналы L-, N-, P-, Q-, R-, T-типов, Потенциал-зависимый анионный канал) отвечают за распространение потенциала действия, они открываются и закрываются в ответ на изменение мембранного потенциала. Например, натриевые каналы. Если мембранный потенциал поддерживается на уровне потенциала покоя, натриевые каналы закрыты и натриевый ток отсутствует. Если мембранный потенциал сдвигается в положительную сторону, то натриевые каналы откроются, и в клетку начнут входить ионы натрия по градиенту концентрации. Через 0,5 мс после установления нового значения мембранного потенциала, этот натриевый ток достигнет максимума. А ещё через несколько миллисекунд падает почти до 12. Во время покоя мембранного потенциала, внутриклеточная концентрация ионов натрия 12 ммоль/литр, а внеклеточная концентрация 145 ммоль/литр. Это значит, что каналы через некоторое время закрываются вследствие инактивации, даже если клеточная мембрана остается деполяризованной. Но закрывшись, они отличаются от состояния, в котором находились до открытия, теперь они не могут открываться в ответ на деполяризацию мембраны, то есть они инактивированы. В таком состоянии они останутся до тех пор, пока мембранный потенциал не вернется к исходному значению и не пройдет восстановительный период, занимающий несколько миллисекунд.

### Лиганд-зависимые ионные каналы
Эти каналы открываются, когда медиатор, связываясь с их наружными рецепторными участками, меняет их конформацию. Открываясь, они впускают ионы, изменяя этим мембранный потенциал. Лиганд-зависимые каналы почти нечувствительны к изменению мембранного потенциала. Они генерируют электрический потенциал, сила которого зависит от количества медиатора, поступающего в синаптическую щель и времени, которое он там находится.

## Свойства ионных каналов
Для каналов характерна ионная специфичность. Каналы одного типа пропускают только ионы калия, другого — только ионы натрия и т. д.
Селективность — это избирательно повышенная проницаемость ионного канала для определённых ионов и пониженная для других. Такая избирательность определяется селективным фильтром — самым узким местом канальной поры. Фильтр, кроме узких размеров, может иметь также локальный электрический заряд.
Управляемая проницаемость — это способность открываться или закрываться при определённых управляющих воздействиях на канал.
Инактивация — это способность ионного канала через некоторое время после своего открытия автоматически понижать свою проницаемость даже в том случае, когда открывший их активирующий фактор продолжает действовать.
Блокировка — это способность ионного канала под действием веществ-блокаторов фиксировать какое-то одно своё состояние и не реагировать на обычные управляющие воздействия. Блокировку вызывают вещества-блокаторы, которые могут называться антагонистами, блокаторами или литиками.
Пластичность — это способность ионного канала изменять свои свойства, свои характеристики. Наиболее распространённый механизм, обеспечивающий пластичность — это фосфорилирование аминокислот канальных белков с цитоплазматической стороны мембраны ферментами-протеинкиназами.

## Открытие
Основоположником мембранной теории биопотенциалов был Юлиус Бернштейн. Модель ионных каналов описали Алан Ходжкин и Эндрю Хаксли в цикле статей в 1952 году. За открытия, касающиеся ионных механизмов возбуждения и торможения в периферических и центральных участках мембраны нервных клеток, А. Ходжкин и Э. Хаксли получили Нобелевскую премию по физиологии и медицине 1963 года. Они разделили ее с Джоном Экклсом, который изучал механизмы транспорта различных ионов в возбуждающих и тормозных синапсах. Классические работы Ходжкина и Хаксли послужили основой для последующих исследований структурно-функциональной организации и механизмов регуляции ионных каналов различных типов.

## Ионный канал в искусстве

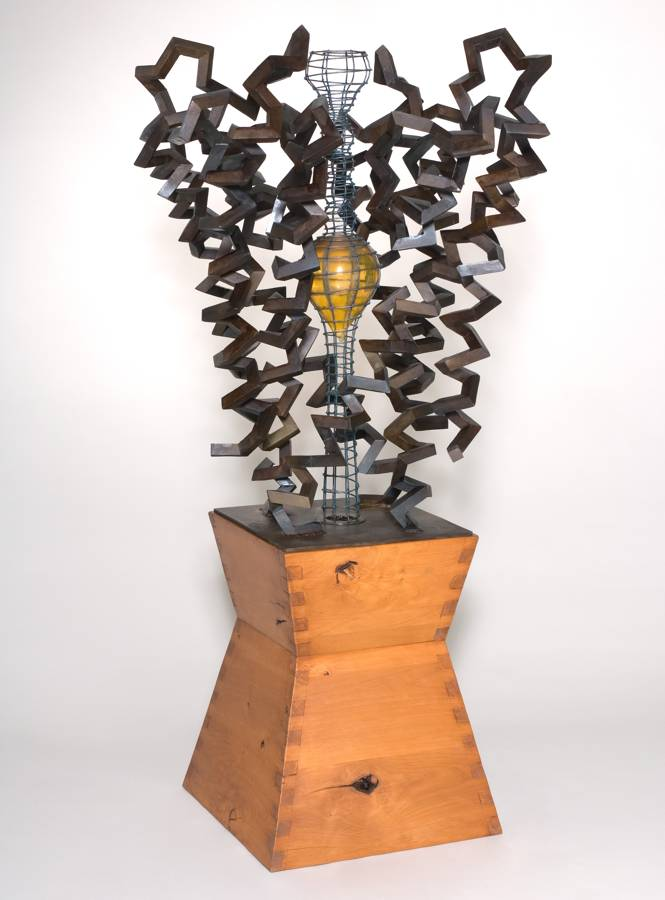
Фосс-Андре Юлиан Рождение Идеи (Birth of an Idea) (2007). Скульптура создана для Родерика Маккинона (Roderick MacKinnon) на основе атомных координат, которые были определены группой Маккинона в 2001 году.

Скульптура Рождение Идеи высотой 1,5 метра, в основу которой положена структура калиевого канала KcsA, была создана для лауреата Нобелевской премии Родерика Маккинона (Roderick MacKinnon). Работа содержит проволочный каркас, удерживающий выдутый из жёлтого стекла объект, который репрезентирует основную полость канальной структуры.